# Xiaohaituo

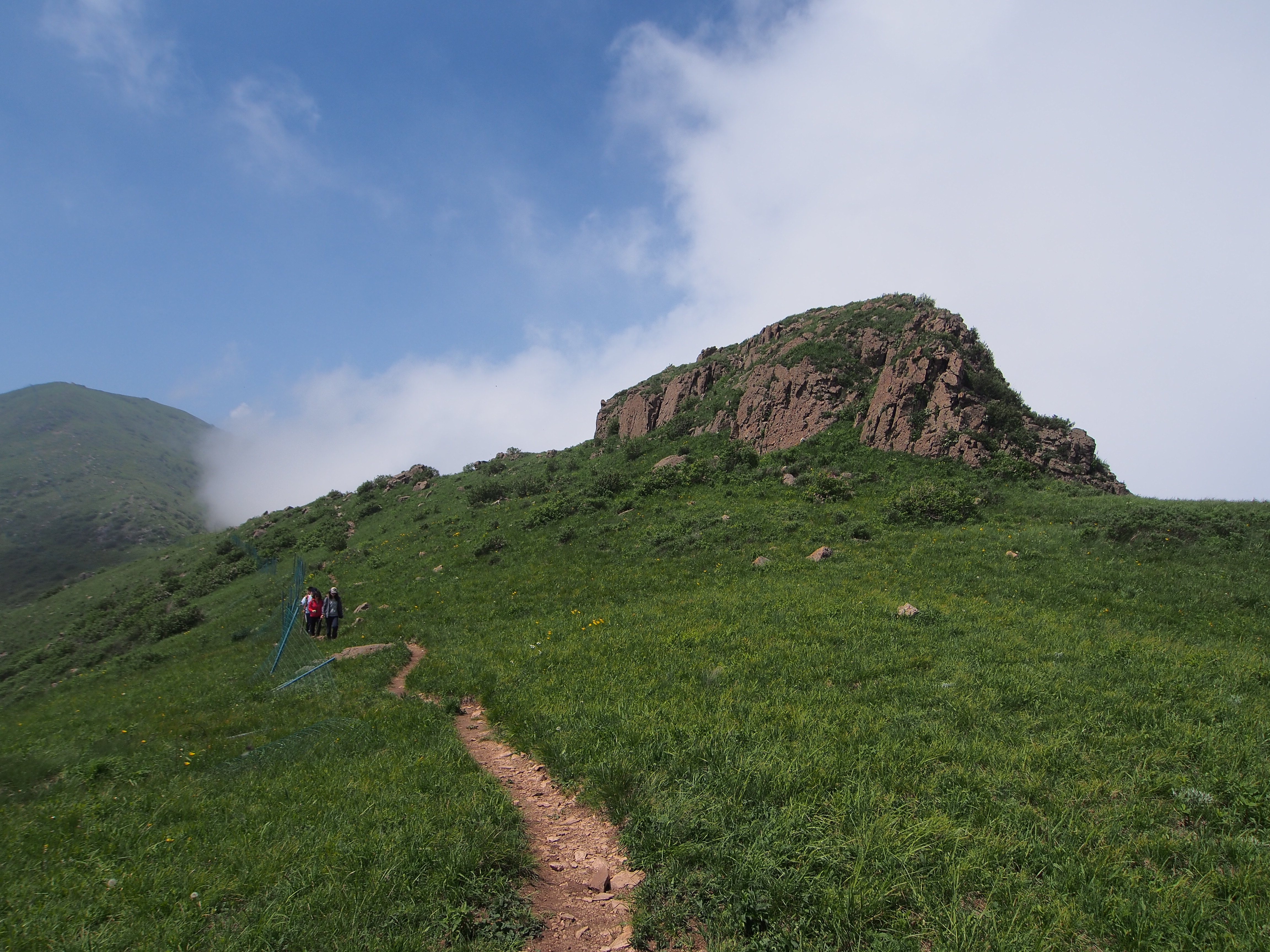
Sentier près du sommet du Xiaohaitou en juin 2013

Xiaohaituo (en chinois : 心依托) est une station de sports d'hiver chinoise qui tire son nom du mont Xiaohaituo (2199 m), situé dans le village de Xidazhuangke à 25 km au nord-ouest du centre de Yanqing, un district de Pékin. Elle abrite le centre national de ski alpin de Yanqing (国家高山滑雪中心) et le centre national des sports de glisse (bobsleigh, luge...), deux équipements qui accueilleront les Jeux olympiques d'hiver de 2022. Spécialement créée à cet effet, elle a tout d'abord nécessité le déclassement de son terrain en 2015, car il faisait jusqu'alors partie de la zone centrale de la réserve naturelle nationale de Songshan. En compensation, la superficie de la réserve naturelle a ensuite été augmentée de 31%,.
Les équipements datent de 2019. Il s'agit de 5 télécabines et 4 télésièges Doppelmayr d'une capacité totale de 20 044 personnes/heure pour 9,4 km au total. Le bas de la station se situe à 941 m d'altitude, et les pistes montent jusqu'à 2171 m.
La station aurait dû accueillir son premier grand événement sportif en février 2020 à l'occasion de la coupe du monde de ski alpin 2019-2020, mais ces courses ont dû être annulées en raison de la pandémie de Covid-19.

## Climat
Bien que les hivers soient froids, ils sont aussi particulièrement secs et la station ne reçoit que 5 cm de neige par an. Elle est donc tributaire de la neige artificielle.